# Пчински окръг
Пчински окръг, или Вранско, (на сръбски: Пчињски округ) е разположен в най-южната част на Сърбия, между България, Северна Македония и Косово. Административен център е град Враня.
Населението му е 227 690 души, а площта е 3520 km². Физикогеографското разположение, и най-вече близостта на областта, я отнасят в историко-географски план повече към Македония, отколкото до Поморавието и Косово.

## Административно деление
Пчински окръг е съставен от 7 общини:
- Град Враня (дели се на 2 градски общини)
  - Градска община Враня
  - Градска община Вранска баня
- Община Босилеград
- Община Буяновац
- Община Владичин хан
- Община Прешево
- Община Сурдулица
- Община Търговище

## История
След подписването на Санстефанския мирен договор на 3 март 1878 г. по-голямата част от днешния Пчински окръг влиза в състава на Княжество България. Според Берлинския договор от същата година тази част от Пчинския край, подобно на Пиротския, е присъединена към Сърбия.
След Междусъюзническа война и южната част на Пчинския окръг е присъединена към Сърбия. След Първата световна война, според Ньойския договор, територията на община Босилеград също е прибавена към Сърбия. В периода май 1941 – август 1944 г. областта е част от Царство България.

## Население
Според официалната сръбска статистика основното население на Пчинския окръг е съставено от сърби, албанци, цигани и българи. Българите са мнозинство в община Босилеград.

### Етнически състав
| Народност | 1992 | 1992   | 2002    | 2002    | 2011    | 2011    |
| --------- | ---- | ------ | ------- | ------- | ------- | ------- |
| Сърби     | ?    | 60,4 % | 147 046 | 64,58 % | 132 601 | 83,35 % |
| Албанци   | ?    | 26,5 % | 54 795  | 24,07 % | 680     | 0,43 %  |
| Цигани    | ?    | 5,7 %  | 12 073  | 5,3 %   | 13 826  | 8,69 %  |
| Българи   | ?    | 4,4 %  | 8491    | 3,73 %  | 7287    | 4,58 %  |
| Общо      | ?    | 100 %  | 227 690 | 100 %   | 159 081 | 100 %   |

## Икономика
Пчинският окръг има слаба икономика, която е основана върху минното дело, строителството, земеделието и лесовъдството, както и върху производството на цигари.

## Култура
Първите културно-исторически паметници в Пчински окръг датират от XVI век, като известната турска обществена баня. Друг известен паметник в района е Домът на пашата, построен през 1765 г. Първото сръбско училище за региона е отворено през 1881 г.